# 哈日布日格德音乌拉镇
哈日布日格德音乌拉镇，又称黑鹰山镇，是中华人民共和国内蒙古自治区阿拉善盟额济纳旗下辖的一个镇。
该镇位于内蒙古自治区最西端，地处中蒙边界，全镇总人口1339人，居民以蒙古族为主。区域内降水稀少，地下水资源贫乏且多为苦咸水，饮用水主要靠去距300千米外的嘉峪关市找来。近年采用新技术，勘查到新的水源。

## 行政区划
哈日布日格德音乌拉镇下辖以下村级行政区划单位：
楚伦呼都格社区和乌兰乌拉嘎查。